# 邊緣真亮羽水蚤
邊緣真亮羽水蚤（学名：Euaugaptilus marginatus）为亮羽水蚤科真亮羽水蚤屬下的一个种。